# 14004 Chikama
14004 Chikama este un asteroid din centura principală de asteroizi.

## Descriere
14004 Chikama este un asteroid din centura principală de asteroizi. A fost descoperit pe 19 septembrie 1993 la Kitami de Kin Endate și Kazuro Watanabe. Asteroidul prezintă o orbită caracterizată de o semiaxă mare de 2,61 ua, o excentricitate de 0,24 și o înclinație de 14,1° în raport cu ecliptica.